# 素攀·通颂
素攀·通颂（1994年8月26日—），泰国足球运动员，司职后卫。現效力於泰超曼谷联，也代表泰国国家足球队。

## 荣誉

### 俱乐部
蒙通联
- 泰国甲级足球联赛：2016
- 泰国联赛杯：2016
- 泰国冠军杯：2017

### 国家队
泰国
- 泰王杯：2016